# Közös jogkezelés
A közös jogkezelés a felhasználás jellege, illetve körülményei miatt egyedileg nem gyakorolható szerzői jogok és a szerzői joghoz kapcsolódó ilyen jogok érvényesítése a jogosultak által erre létrehozott szervezet útján, függetlenül attól, hogy azt a törvény írja elő vagy az a jogosultak elhatározásán alapul.

## Története
Az első közös jogkezelő szervezet az 1850-ben létrejött francia SACEM. A közös jogkezelés kezdetei Magyarországon is legalább száz évre nyúlnak vissza.
Magyarországon a 2016. évi XCIII. törvény hatályba lépéséig a közös jogkezelésre vonatkozó rendelkezéseket az 1999. évi LXXVI. törvény (a szerzői jogi törvény) tartalmazta. A negyedik rész XII. fejezete foglalkozott ezzel a kérdéssel.

## A 2016. évi XCIII. törvény
A Parlament 2016 júniusában megalkotta a közös jogkezelésről szóló önálló, 165 paragrafust tartalmazó törvényt, amely a megfelelő európai uniós irányelv átültetését jelenti. Ugyanakkor a Nemzeti Kulturális Alap útján kulturális célokra felhasználandó összegekre vonatkozó szabályozást is megváltoztatták, újabb elvonást foganatosítva.
Az új törvény hatálya alá tartozik Magyarországon akár belföldi, akár külföldi közös jogkezelő szervezet által végzett közös jogkezelés, és a zeneművek több területre irányuló (páneurópai) online felhasználásával kapcsolatos közös jogkezelés.
A törvény első része érinti az Artisjus, az EJI, a MAHASZ, a FILMJUS, a HUNGART, a Reprográfiai Szövetség, a MASZRE és a Repropress, továbbá valamennyi olyan, külföldön letelepedett, közös jogkezelő szervezet működését, amelyek magyarországi felhasználást kívánnak engedélyezni. A második rész ugyanakkor csak az Artisjusra digitális zenei szolgáltatásokra kötött képviseleti szerződésekre vonatkozik.

### A közös jogkezelő és az ügynökség elhatárolása
A jogszabály meghatározza a közös jogkezelő szervezet (pl. az ARTISJUS), és emellett az üzleti alapon eljáró jogkezelő szervezet fogalmát is. Az előbbi lényegében monopolhelyzetben van, míg az üzleti alapon eljáró szervezet „független”, és általában jóval kisebb.
A közös jogkezelő szervezet vagy a tagok tulajdonában (ellenőrzése alatt) áll, vagy nonprofit jellegű, míg a „független”, üzleti jogkezelő szervezetre ezek a feltételek nem vonatkoznak.
A törvény legtöbb szabálya csak a közös jogkezelő szervezetekre vonatkozik, amikre így sokkal szigorúbb szabályok alkalmazandók, mint a független, üzleti jogkezelő szervezetekre. Azonban a független jogkezelő szervezetek működési is bejelentéshez van kötve, vonatkoznak rájuk a legfontosabb, a jogkezelés átláthatóságát biztosító szabályok, díjszabásukat nyilvánosan hozzáférhetővé kell tenni, ugyanúgy a Szellemi Tulajdon Nemzeti Hivatal szakmai-hatósági felügyelete alatt állnak, mint a közös jogkezelők.
A közös jogkezelők közé tartoznak a reprezentatív közös jogkezelők, amelyekre jellemző, hogy képviselik a tevékenységükkel érintett bel- és külföldi jogosultak jelentős részét. Tevékenységük megkezdése tevékenységi engedélyhez van kötve, nem csupán bejelentéshez. A szerzői jogi törvényben egyes jogok gyakorlására előírt közös jogkezelést reprezentatív közös jogkezelők végeznek. A közös jogkezelési tevékenység csak meghatározott feltételek megléte mellett végezhető, ezeket az engedélyezés, vagy bejelentés tudomásulvétele során vizsgálja a Szellemi Tulajdon Nemzeti Hivatala.

### Az önkéntesség
A törvény szerint a közös jogkezelő szervezet az egyes jogosultak jogait önkéntes megbízás alapján kezeli. Az önkéntesség minden olyan felhasználási módra kiterjed, amelyre a szerzői jogi törvény nem ír elő kötelező közös jogkezelést, mint például az üres hordozóra vonatkozó díjigény, a hangfelvétel-kiadási jog, a hagyományos rádiós-televíziós sugárzás és a kábeltévés továbbközvetítés.
Új szabály szerint a „nem kereskedelmi célú felhasználásokat” a közös jogkezelőből való kilépés nélkül, de mégis külön úton engedélyezhetik a jogosultak. Az engedélyezés feltételeit a közös jogkezelő szervezetek meghatározhatják. Kizárólag az olyan felhasználás lehet „nem kereskedelmi”, amely sem közvetve, sem közvetlenül nem szolgálja jövedelemszerzés, jövedelemfokozás célját, és amelyért a jogosult sem tart igényt jogdíjra.

### A következő lépések
A 2016. évi XCIII. törvény egy része a kihirdetést követő 8. napon, más részei a 31. napon lépnek hatályba. A működő közös jogkezelőknek hat hónapon belül kell szabályzataikat a törvényhez igazítaniuk. Több fontos részletkérdést kormányrendelet(ek) fognak szabályozni.

## A közös jogkezelő szervezet
A közös jogkezelő szervezet egy olyan intézmény, amely szerződés vagy jogszabályi felhatalmazás alapján sok (adott esetben az összes) szerző azonos típusú szerzői jogait gyakorolja.
A közös jogkezelők adják meg az alkotások felhasználásához szükséges engedélyeket és beszedik, majd a jogosultaknak továbbutalják ennek ellenértékét, a jogdíjat. A közös jogkezelő szervezetek gyakran szociális feladatokat is ellátnak, így tagjaik számára orvosi szolgáltatást, nyugdíjpénztárat, ösztöndíjakat, támogatásokat nyújtanak a beszedett jogdíjak azon részéből, amelyet a tagok egyetértésével erre a célra elkülönítenek.

## Közös jogkezelő szervezetek Magyarországon 2009-ben
- ARTISJUS Magyar Szerzői Jogvédő Iroda Egyesület
- Művészeti Szakszervezetek Szövetsége Előadóművészi Jogvédő Iroda (EJI)
- FILMJUS Filmszerzők és Előállítók Szerzői Jogvédő Egyesület
- HUNGART Vizuális művészek Közös Jogkezelő Társasága Egyesület
- Magyar Hangfelvétel-kiadók Szövetsége (MAHASZ)
- Magyar Szak- és Szépirodalmi Szerzők és Kiadók Reprográfiai Egyesülete (MASZRE)
- Magyar Reprográfiai Szövetség (MRSZ)
- Repropress Magyar Lapkiadók Reprográfiai Egyesülete